# Cementerio General de Cochabamba
El Cementerio General de Cochabamba es un espacio funerario de administración municipal en la ciudad de Cochabamba. Se halla ubicado entre las avenidas Bartolomé Guzmán y Del Cabildo.

## Historia
Fue fundado en 1826, su construcción fue promovida por Miguel María de Aguirre, y la bendición del mismo fue realizada por el cura Oquendo, los primeros sepulcros pertenecieron a cuerpos traídos desde diferentes templos de la ciudad.

## Sectores
El cementerio general incluye sectores que han sido utilizadas por comunidades de afinidad cultural o de origen, pudiendo encontrarse las siguientes:
- Cementerio Árabe
- Cementerio Alemán
- Cementerio Croata
- Cementerio Israelita

## Características
El Cementerio alberga arquitectura de varios periodos históricos, desde los estilos republicanos a contemporáneos, se destaca una amplia presencia de personajes notables, así como Mausoleos de diversos estilos arquitectónicos y bloques monumentales de nichos perpetuos en el que descansan fallecidos desde finales del siglo XIX, teniendo una colección de arte funerario (Mausoleos, esculturas y sobre todo Lápidas en los Bloques) desde finales del siglo XIX y todo el siglo XX.

### Mausoleos

#### Mausoleo de la beneficencia española
Estructura de tendencia neoclásica, su diseño presenta muchos detalles en el frontón esta el escudo de España, a los lados dos columnas jónicas y dos esculturas levantando una lámpara explicando la iluminación
En su interior esta enterrado el Arq. José Antonio Tapias Villagrasa enterrado junto a su esposa, primer decano de la facultad de arquitectura, autor de gran parte de la arquitectura de inicios del siglo XX en Cochabamba y uno de los fundadores de la facultad de arquitectura y ciencias del hábitat de la Universidad Mayor de San Simón.

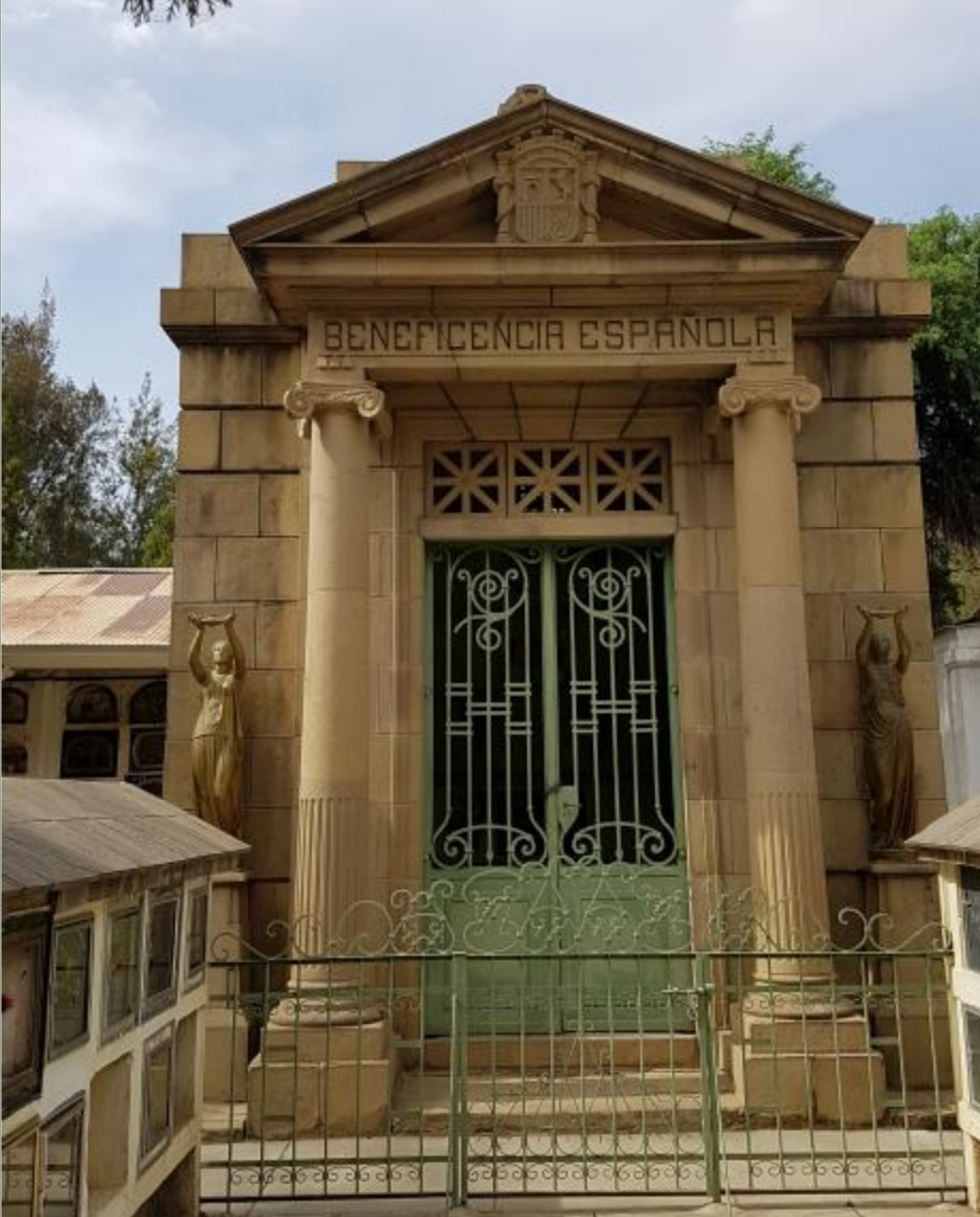

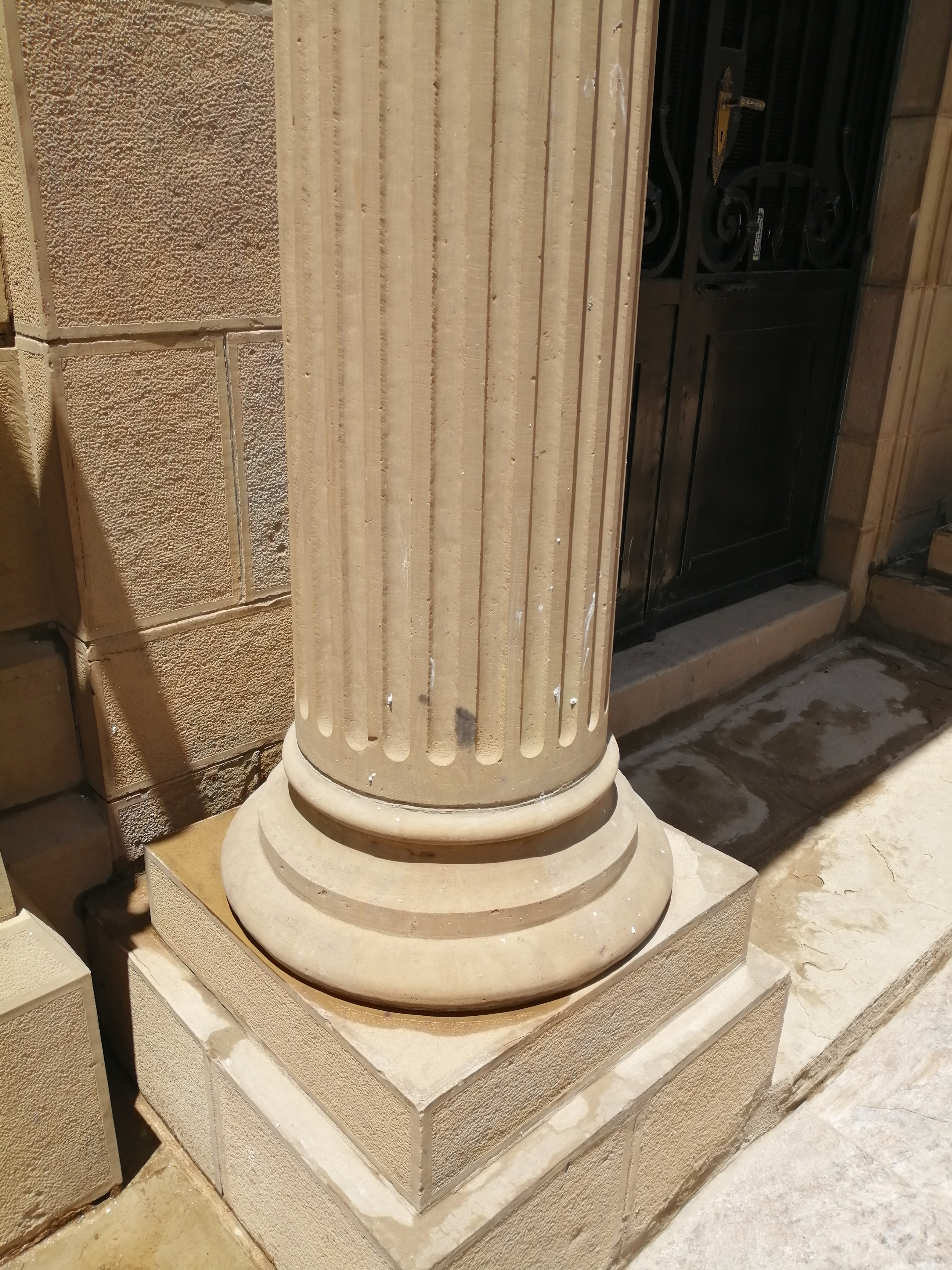
MAUSOLEO

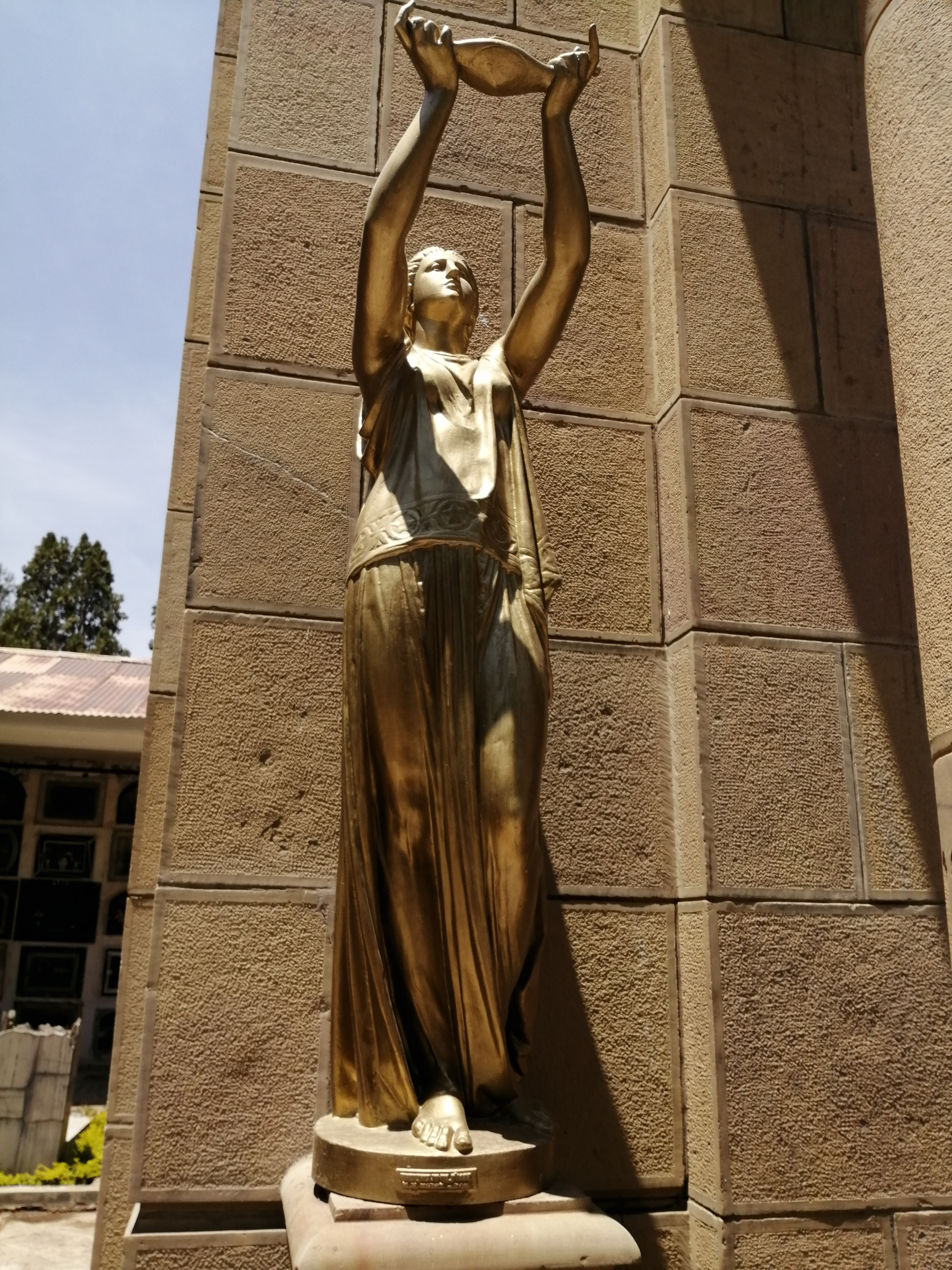

#### Mausoleos de osé María De Achá
El mausoleo del presidente del estado de Bolivia se encuentra en el Cementerio General de la ciudad de Cochabamba, ubicado al lado norte de la entrada principal. La tumba fue construida el 10 de enero de 1868, año de su muerte.

##### Arquitectura
Toda la arquitectura del mausoleo figura con una característica principal, el moldeado en yeso, sin embargo, existen rasgos peculiares que la distingue del resto, los cuales son:
-Frontón triangular; cuenta con dos formas moldeadas en yeso, la cruz latina y la flor nacional de Bolivia, el patujú.
-Techo; La obra de la teja es mixta, tiene dos caídas de agua y está realizado en cerámica.
-Columna cuadrada en planta; figura con un fuste de decoración griega y una repetición en el arquitrabe.

##### Color
Ya adentrándonos en el color la tumba del general cuenta con tres singulares colores, los cuales son el gris, blanco y dorado:
En la elevación sud resalta la pintura de las letras de color dorado y poca proporción el color gris, en las elevaciones de los tres lados restantes resalta el color blanco, con un arquitrabe de color gris.
Mausoleo de la familia Rosseti
MAUSOLEO CARDONA URIONA

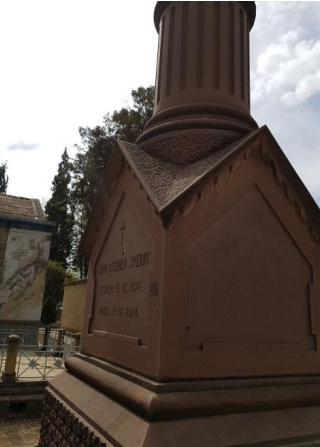

Es un mausoleo de tendencia neoclásica.
Ubicada en el cementerio general de Cochabamba con el nombre A 14.
Es una construcción edificada en ladrillo con una cubierta de ladrillo artesanal ordenado de forma distribuida, con una pequeña pendiente.
El mausoleo tiene una forma geométricamente cuadrado de una base cuadrada.
La puerta y la ventana larga cuenta con arcos en las esquinas.
La ventana cuenta con un arco de medio punto.
La puerta y las ventanas tienen rejillas que nos permiten ver el interior.
Lleva el nombre de la familia en la parte superior.
El mausoleo es de color amarillento.
Cuenta con vegetación al interior en una maceta y al exterior en una pequeña jardinería.
Lleva una ventana en forma de cruz latina en el muro del lado izquierdo y lleva 2 ventanas de medio punto en el muro del lado derecho del mausoleo.
Hay 16 espacios, 7 ya están ocupados:
- Dr. Víctor Raúl Cardona Uriona.
- Casilda Urioma.
- Antonia Uriona.
- Osvaldo Justo Cardona.
- Justo Cardona U.
- Carlos Cardona U.
- Fidel Ríos Cardona U.

Tienen figuras simbólicas que son: vírgenes y cruces latinas.
MAUSOLEO CADIMA GARCIA

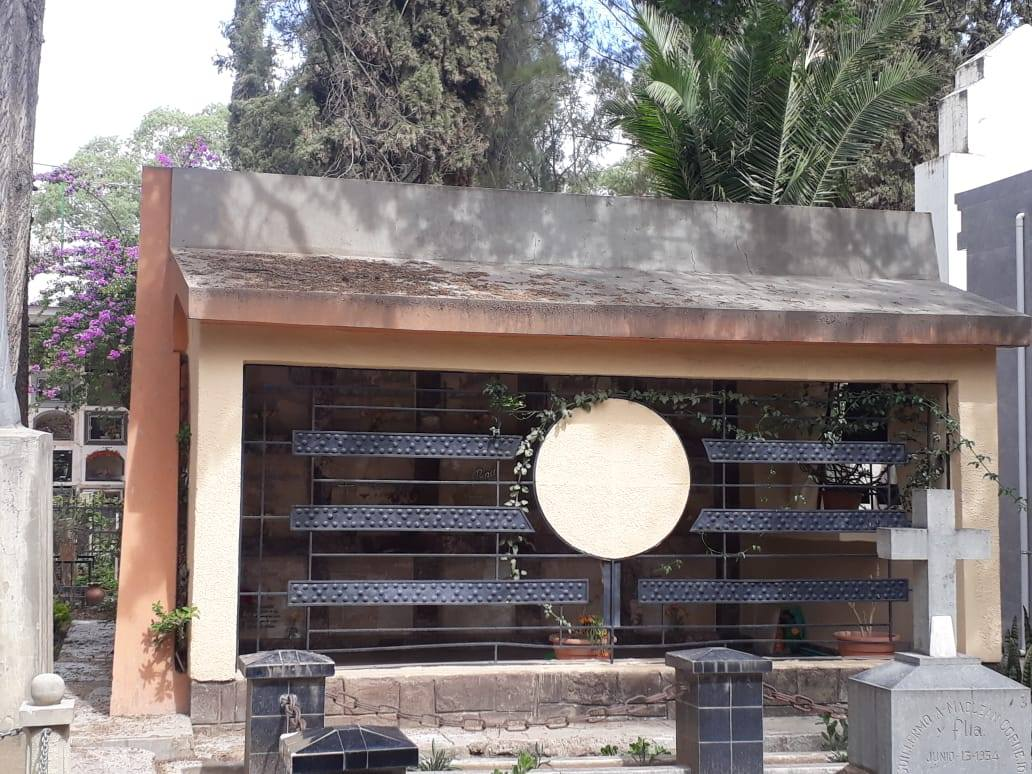
Vista lateral del mausoleo Cadima Garcia

Pertenece al estilo del modernismo. Utiliza el herrería en el forjado de la reja y jardines pequeños a sus alrededores.

### Mausoleo Galindo Quiroga

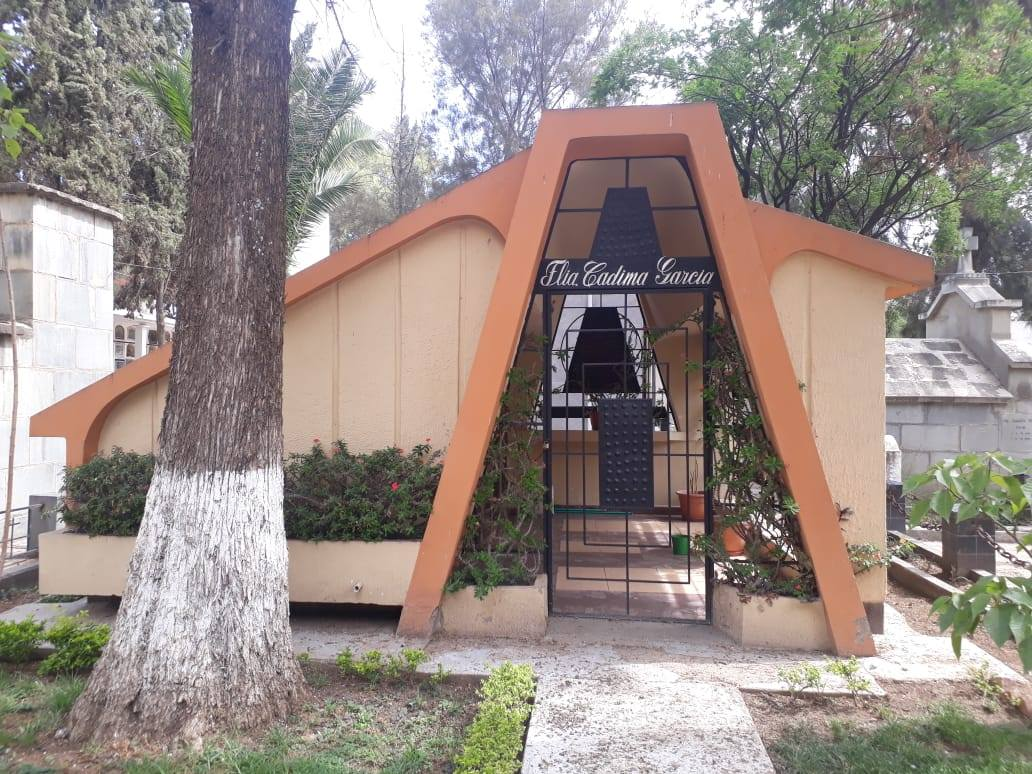
Vista frontal del mausoleo Cadima Garcia

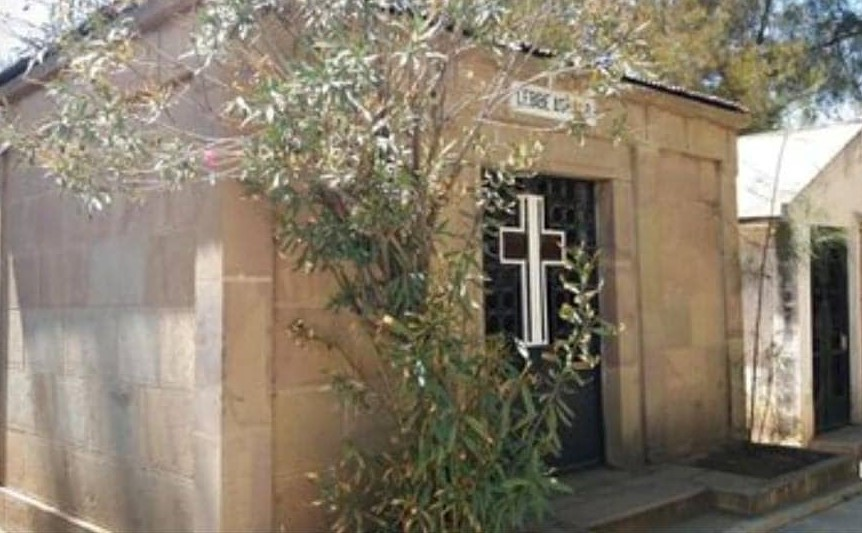
Mausoleo de la Familia Lebine Asbun

Mausoleo perteneciente a la familia Galindo Quiroga, construido en el año 1937. Edificación perteneciente a la segunda generación de mausoleos construidos en el cementerio general de la ciudad de Cochabamba, Bolivia.

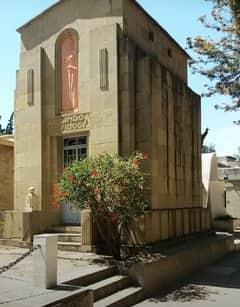
Mausoleo de la familia Galindo Quiroga

Mausoleo diseñado bajo la tendencia arquitectónica: Art Deco, en la parte superior de este se encuentra una imagen de Jesús tallado alto relieve, a sus laterales se encuentran ornamentos lineales verticales, muy característico del Art Deco, la puerta que se encuentra en el frontis fue forzada en hierro siguiendo la tendencia arquitectónica, presenta una fachada de piedra y finalmente en la parte posterior se encuentra en lo alto una cruz que funciona como un foco de luz natural dentro de la edificación.
Mausoleo Lebine Asbun
Mausoleo perteneciente a la familia Lebine Asbun, familia de origen palestino, el mausoleo data del año 1950, la tendencia arquitectónica es Neoclásico con pilares en la parte frontal, este mausoleo se construyó antes de que se construyera el cementerio árabe en la parte norte del cementerio general de Cochabamba.

## Ritos funerarios y tanatoturismo
En el cementerio general de Cochabamba se desarrollan diferentes festividades relacionadas con la muerte y las relaciones de los habitantes locales con la memoria de los difuntos, algunas de ellas son: Fiesta de Todos los Santos.
Es Cementerio también es escenario de paseos culturales y es espacio de desarrollo de diferentes expresiones de ritualidad. Se ofrecen tres circuitos para conocer su riqueza patrimonial, estos son:
- Circuito histórico.
- Circuito Cultural.
- Circuito Arquitectónico.

Tumba de Juan Manuel de Gumucio
Esta tumba tiene un estilo art déco.
Con una forma rectangular irregular que va creciendo por la parte superior. Sostenida por cuatro Esferas de hormigón ubicadas en las cuatro esquinas de la tumba.
Cuenta con 3 peldaños de aproximadamente 15 cm la cual está hecha con piedras cubierta por un elucido de hormigón.
La tumba está hecha en su mayoría de fierro y hormigón predominando el color gris concreto en la tumba
Mausoleo Soliz Fernández
Se encuentra ubicado en el cementerio general de Cochabamba y su diseño es simple ya que no tiene demasiado detalle a diferencia de los otros mausoleos.

### Arquitectura
Pertenece a un estilo art déco porque se basa principalmente en la geometría imperante del cubo, la esfera y la línea recta, además de los imprescindibles zigzag.
en este caso se puede observar la composición mediante un cubo que es la base y un cilindro penetrado en la parte superior que tiene la función de una cubierta

Color

Los colores que se presentan son el café y blanco.

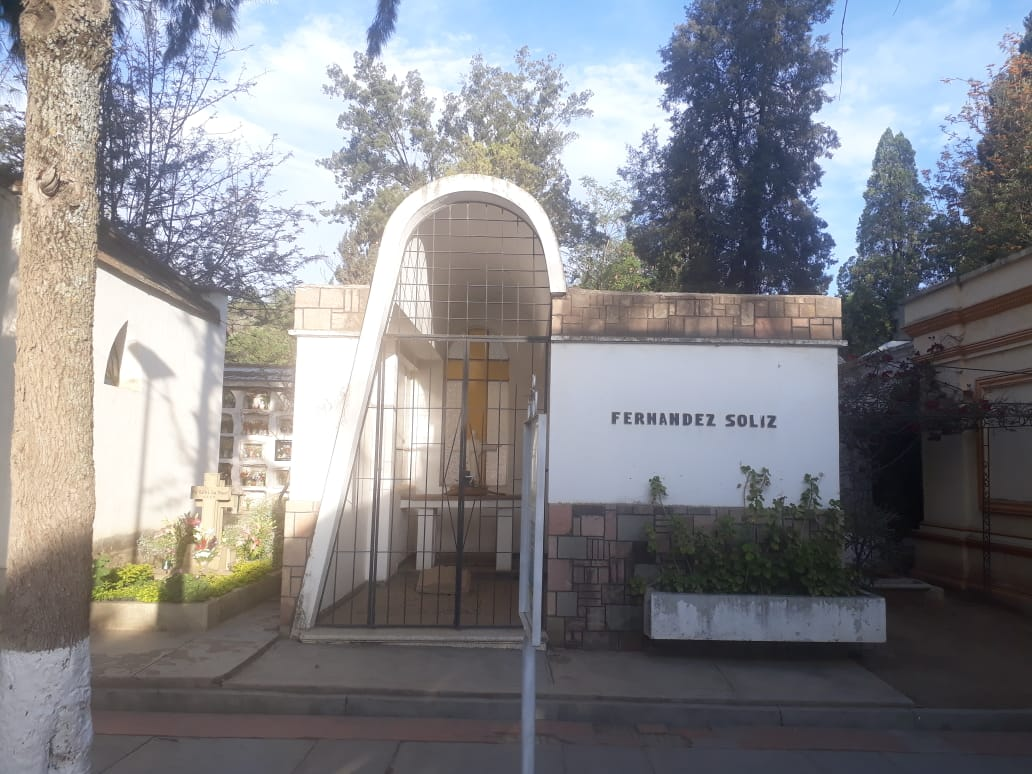